# Stictomischus fortis
Stictomischus fortis är en stekelart som beskrevs av Huang 1990. Stictomischus fortis ingår i släktet Stictomischus och familjen puppglanssteklar. Inga underarter finns listade i Catalogue of Life.